# Arctia albociliata
Arctia albociliata là một loài bướm đêm thuộc phân họ Arctiinae, họ Erebidae.